# Observator astronomic

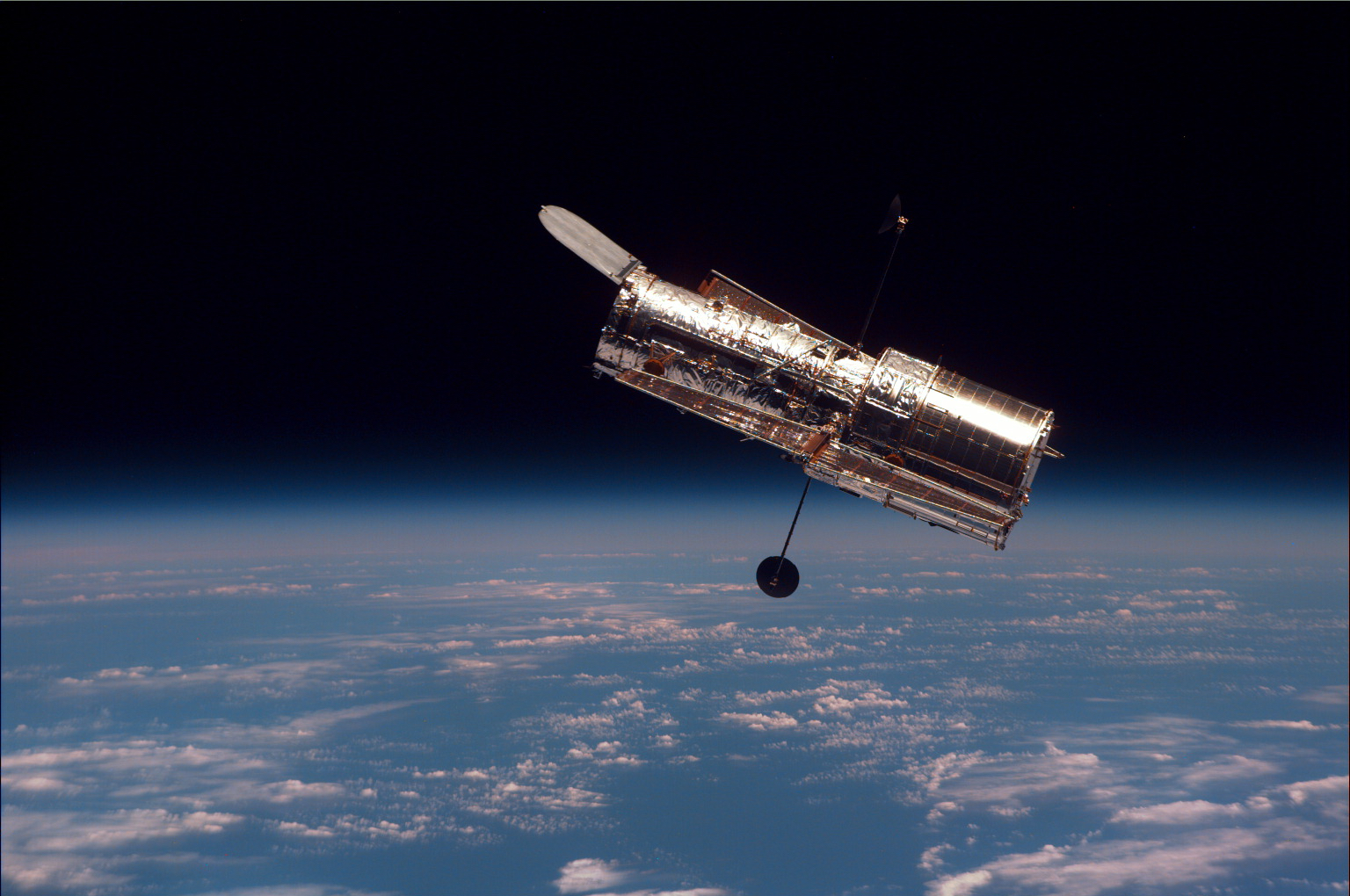
Exemplu de observator/telescop spațial: Hubble

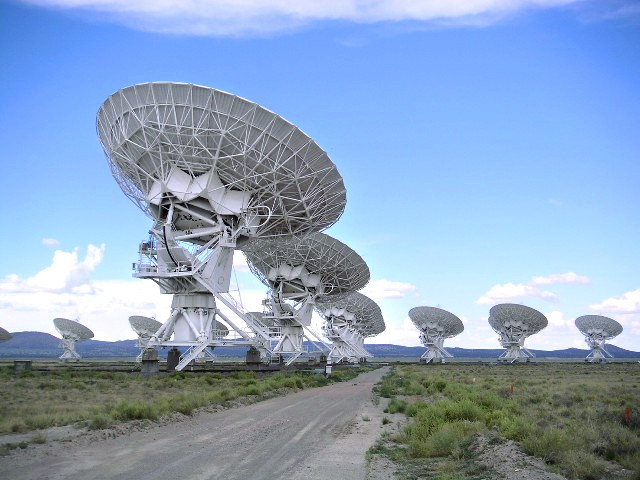
Exemplu de radiotelescop: Very Large Array

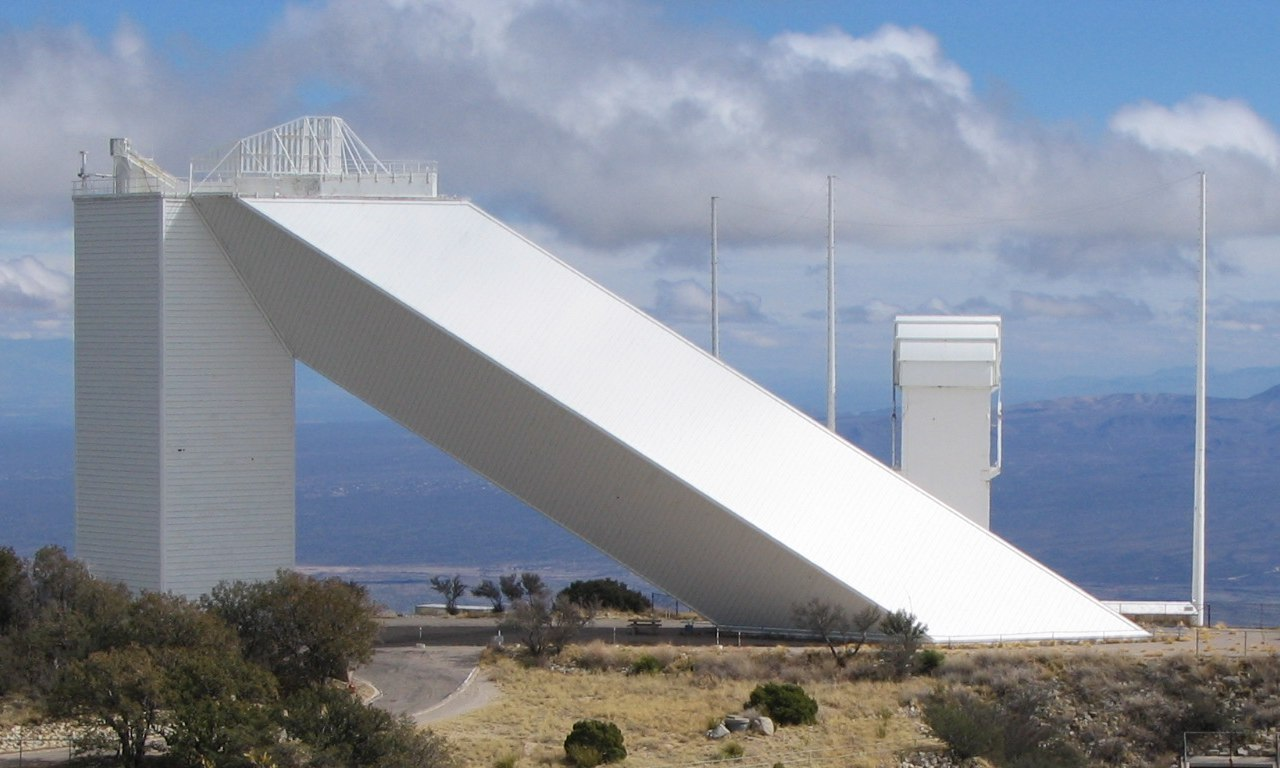
Exemplu de telescop solar: telescopul solar McMarth-Pierce de la Observatorul Național Kitt Peak

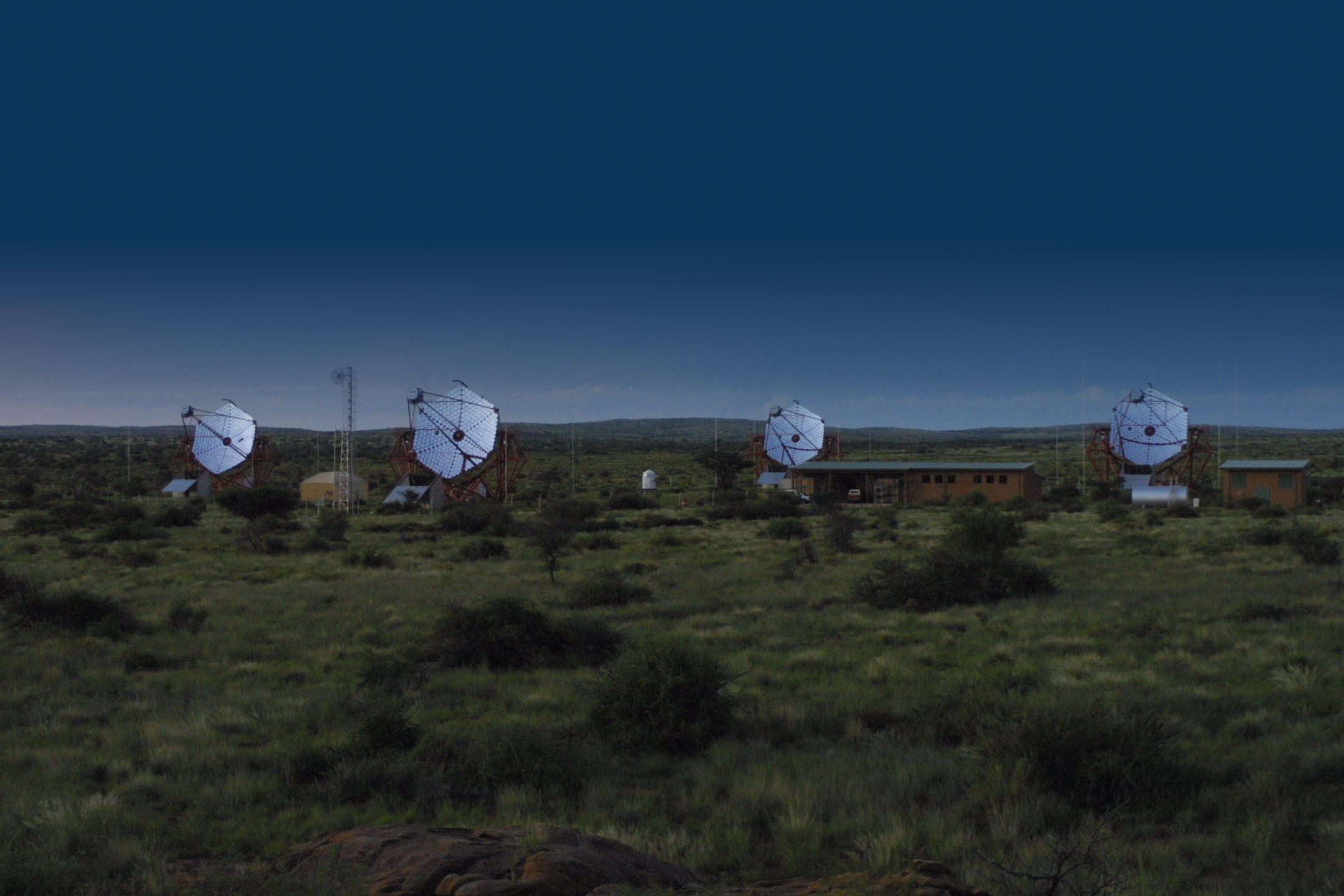
Exemplu de observatoare de regiuni cosmice: H.E.S.S. (în Namibia)

Observatorul astronomic este un centru științific profesionist sau de amatori, pentru observații astronomice. Laboratoarele moderne sunt dotate cu instrumente mecanice (cvadrant, astrolab etc), apoi optice (lunetă, telescop), electrice și, în sfârșit, electronice.

## Observatoare ale erei pretelescopice
Vechile observatoare serveau mai ales agriculturii și astrologiei, măsurării timpului și anotimpurilor:
- Abu Simbel și Nabta Playa în Egiptul de Sus ;
- Stonehenge, Anglia ;
- Karahunj, Armenia ;
- Angkor Wat, Cambodgia ;
- Kokino, Macedonia ;
- Cercul de la Goseck, Saxonia-Anhalt, Germania.
- Observatorul astronomic de la Jantar Mantar, Jaipur, statul Rajasthan, India
- Observatorul astronomic de la Yantra Mandir, New Delhi, India
- Observatorul astronomic de la Vedh Shala, Ujjain, statul Madhya Pradesh, India

## Observatoare celebre
- Institutul de Mecanică Cerească și Calculul Efemeridelor din Paris, Franța
- Observatorul Colegiului de la Harvard din incinta Centrului de astrofizică a Universității de la Harvard
- Observatorul spațial
- Observatorul Anglo-australian
- Observatorul astronomic Victor Anestin din Bacău
- Observatorul Astronomic din Bârlad
- Caltech Submillimeter Observatory
- Observatorul Astronomic din Cluj-Napoca al Universității Babeș-Bolyai din Cluj-Napoca
- Observatorul Astronomic al Copiilor, din București
- Observatorul Astronomic European / European Southern Observatory / ESO,  cu sediul in Chile de sud
- Observatorul astronomic Palo Alto
- Observatorul astronomic Paranal
- Observatorul astronomci Arcetri
- Observatorul astronomic de la Meudon
- Observatorul astronomic de la Greenwich, Regatul Unit
- Observatorul astronomic Pic du Midi, Franța
- Observatorul Astronomic din Pulkovo
- Observatorul astronomic special de la Zelenciuc, Caucazul de Nord, Rusia
- Observatorul astronomic al Academiei Române
- Observatorul astronomic de pe Roque de los Muchachos, La Palma, Canare, Spania
- Observatorul Astronomic Amiral Vasile Urseanu din București
- Observatorul Astronomic Timișoara
- Observatorul Astronomic Belogradcic
- Observatorul Astronomic din Belgrad
- Observatorul Astronomic de la Odesa
- Observatorul astronomic Fred Lawrence Whipple
- Observatorul astronomic al Universității de Stat din Moldova, Chișinău
- Observatorul Črni Vrh
- Observatorul Desert Eagle
- Observatorul Farpoint
- Observatorul Fabra, din Barcelona
- Observatorul din Hamburg, Germania
- Observatorul din Haute-Provence, Franța
- Observatorul Konkoly din Budapesta, Ungaria
- Observatorul Königstuhl al Universității din Heidelberg, Baden-Württemberg, Germania
- Observatorul din Lille, Franța
- Observatorul Mount Lemmon
- Observatorul Național Kitt Peak
- Observatorul din Nisa, Franța
- Observatorul Oaxaca
- Observatorul Ōizumi
- Observatorul Palomar
- Observatorul din Paris
- Observatorul Reedy Creek
- Observatorul Siding Spring
- Observatorul Vaticanului
- Observatorul din Versailles
- Observatorul din Viena, Austria.